# Sybropraonetha minuta
Sybropraonetha minuta är en skalbaggsart som beskrevs av Stefan von Breuning 1960. Sybropraonetha minuta ingår i släktet Sybropraonetha och familjen långhorningar. Inga underarter finns listade i Catalogue of Life.